# 四萬十市
四萬十市（日语：／ Shimanto shi）是位於日本高知縣西南部的城市。南邊與海拔1100公尺以上的黑尊山脈相連，東南邊則面向太平洋。境內約91%的面積被山林覆蓋，市中心位於四萬十川下游的中村平原。因四萬十川流經市內，故命名為「四萬十市」。

## 地理

### 氣候
當地在氣候上屬於太平洋側氣候。根據統計，四萬十市1981年至2010年的平均氣溫為16.3度，年均降水量則為2669.2毫米。

## 人口
| 四萬十市人口分布圖 |                                                 |  |
| 四萬十市與日本全國年齡別人口分布比較圖 （2005年資料） | 四萬十市的年齡、男女別人口分布圖 （2005年資料） |  |
| ■紫色是四萬十市 ■綠色是全国 | ■藍色是男性 ■紅色是女性                         |  |
| 四萬十市人口變化 \| 1970年 \| 39,379人 \| \| \| 1975年 \| 39,614人 \| \| \| 1980年 \| 40,315人 \| \| \| 1985年 \| 40,609人 \| \| \| 1990年 \| 40,066人 \| \| \| 1995年 \| 38,991人 \| \| \| 2000年 \| 38,784人 \| \| \| 2005年 \| 37,917人 \| \| \| 2010年 \| 35,933人 \| \| \| 2015年 \| 34,313人 \| \| \| 2020年 \| 32,694人 \| \| |                                                 |  |
| 資料來源：日本總務省統計中心提供之人口普查數據 |                                                 |  |
| 1970年 | 39,379人                                        |  |
| 1975年 | 39,614人                                        |  |
| 1980年 | 40,315人                                        |  |
| 1985年 | 40,609人                                        |  |
| 1990年 | 40,066人                                        |  |
| 1995年 | 38,991人                                        |  |
| 2000年 | 38,784人                                        |  |
| 2005年 | 37,917人                                        |  |
| 2010年 | 35,933人                                        |  |
| 2015年 | 34,313人                                        |  |
| 2020年 | 32,694人                                        |  |

## 歷史
應仁2年(1468年)，前關白一條教房為躲避應仁之亂的戰火而離開奈良，於同年十月抵達現今四萬十市的中村地區。一關教房參照京都的格局進行城鎮規劃，其城鎮呈現棋盤狀，因此被稱為「土佐的小京都」。但在1946年的南海地震中，市中心曾遭受嚴重的損害。

### 行政區劃變遷
- 1889年4月1日：實施町村制，現在的轄區在當時分屬：幡多郡中村、下田村、山中村、大川筋村、後川村、蕨岡村、東山村、八束村、中筋村、東中筋村、具同村、江川崎村、津大村。
- 1898年11月10日：中村改制並改名為中村町。
- 1915年4月1日：山中村改名為富山村。
- 1927年11月3日：下田村改制為下田町（日语：下田町 (高知県)）。
- 1954年3月31日：中村町、下田町、東山村、蕨岡村、後川村、八束村、具同村、東中筋村、富山村、大川筋村、中筋村合併為中村市。
- 1958年4月1日：江川崎村和津大村合併為西土佐村（日语：西土佐村）。
- 2005年4月10日：西土佐村和中村市合併為四萬十市。[7]

### 變遷表
| 1889年4月1日 | 1889年 - 1926年       | 1926年 - 1954年       | 1926年 - 1954年      | 1955年 - 1989年       | 1989年 - 現在          | 現在                   |
| ------------ | --------------------- | --------------------- | -------------------- | --------------------- | ---------------------- | ---------------------- |
| 中村         | 1898年11月10日 中村町 | 1898年11月10日 中村町 | 1954年0月31日 中村市 | 1954年0月31日 中村市  | 2005年4月10日 四萬十市 | 2005年4月10日 四萬十市 |
| 下田村       | 下田村                | 1927年11月3日 下田町  | 1954年0月31日 中村市 | 1954年0月31日 中村市  | 2005年4月10日 四萬十市 | 2005年4月10日 四萬十市 |
| 山中村       | 1915年4月1日 富山村   | 1915年4月1日 富山村   | 1954年0月31日 中村市 | 1954年0月31日 中村市  | 2005年4月10日 四萬十市 | 2005年4月10日 四萬十市 |
| 大川筋村     |                       |                       | 1954年0月31日 中村市 | 1954年0月31日 中村市  | 2005年4月10日 四萬十市 | 2005年4月10日 四萬十市 |
| 後川村       |                       |                       | 1954年0月31日 中村市 | 1954年0月31日 中村市  | 2005年4月10日 四萬十市 | 2005年4月10日 四萬十市 |
| 蕨岡村       |                       |                       | 1954年0月31日 中村市 | 1954年0月31日 中村市  | 2005年4月10日 四萬十市 | 2005年4月10日 四萬十市 |
| 東山村       |                       |                       | 1954年0月31日 中村市 | 1954年0月31日 中村市  | 2005年4月10日 四萬十市 | 2005年4月10日 四萬十市 |
| 八束村       |                       |                       | 1954年0月31日 中村市 | 1954年0月31日 中村市  | 2005年4月10日 四萬十市 | 2005年4月10日 四萬十市 |
| 中筋村       |                       |                       | 1954年0月31日 中村市 | 1954年0月31日 中村市  | 2005年4月10日 四萬十市 | 2005年4月10日 四萬十市 |
| 東中筋村     |                       |                       | 1954年0月31日 中村市 | 1954年0月31日 中村市  | 2005年4月10日 四萬十市 | 2005年4月10日 四萬十市 |
| 具同村       |                       |                       | 1954年0月31日 中村市 | 1954年0月31日 中村市  | 2005年4月10日 四萬十市 | 2005年4月10日 四萬十市 |
| 江川崎村     | 江川崎村              | 江川崎村              | 江川崎村             | 1958年4月1日 西土佐村 | 2005年4月10日 四萬十市 | 2005年4月10日 四萬十市 |
| 津大村       |                       |                       |                      | 1958年4月1日 西土佐村 | 2005年4月10日 四萬十市 | 2005年4月10日 四萬十市 |

## 交通

### 鐵路
- 四國旅客鐵道
  - 予土線：西方車站 - 江川崎車站 - 半家車站
- 土佐黑潮鐵道
  - 中村線：古津賀車站 - 中村車站
  - 宿毛線：中村車站 - 具同車站 - 國見車站 - 有岡車站

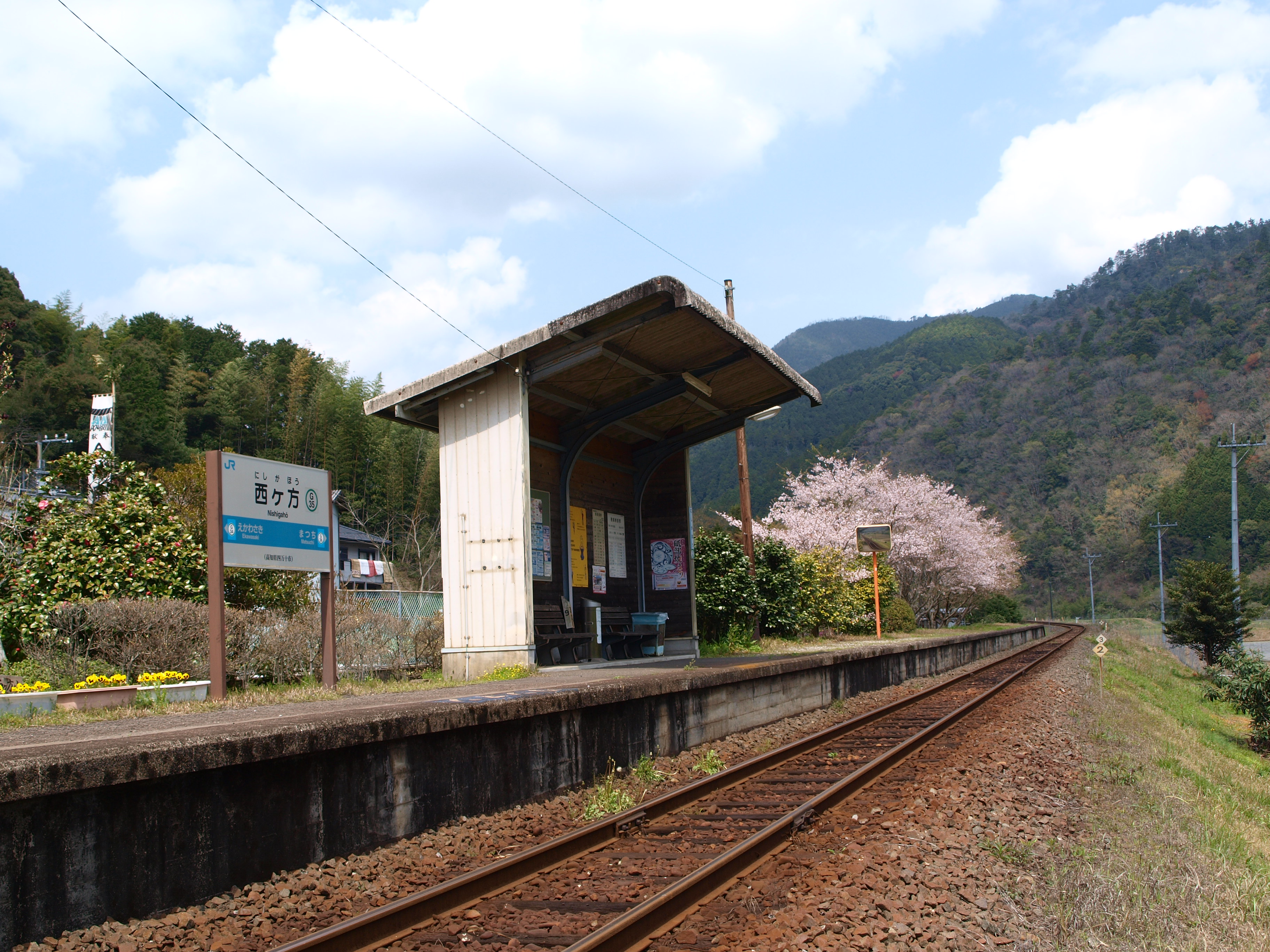
西方車站
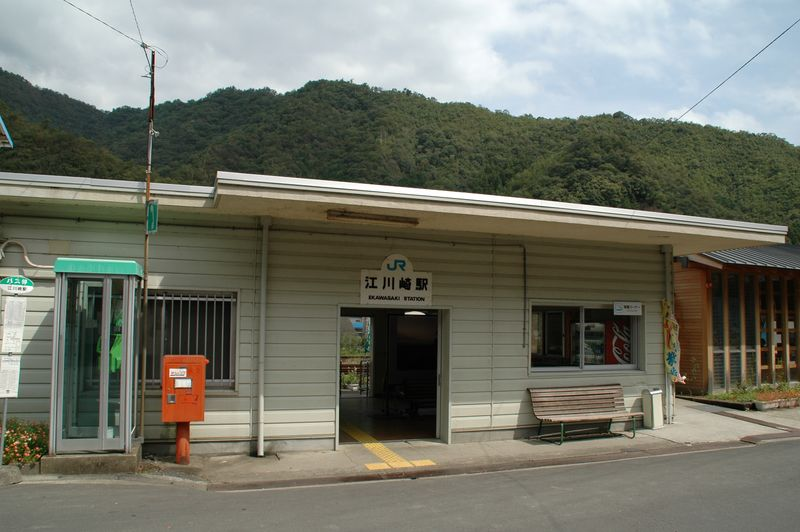
江川崎車站
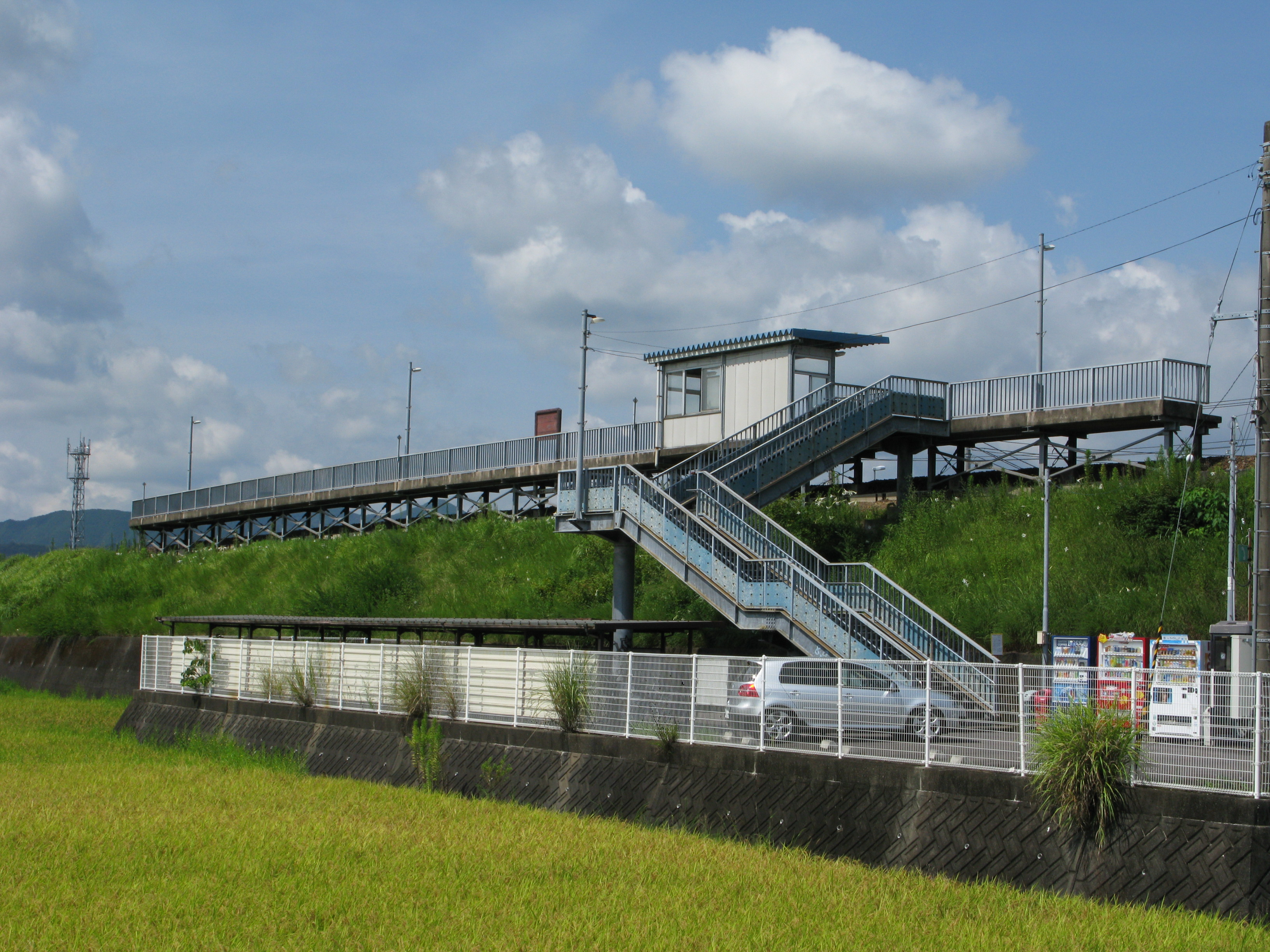
古津賀車站

## 觀光資源

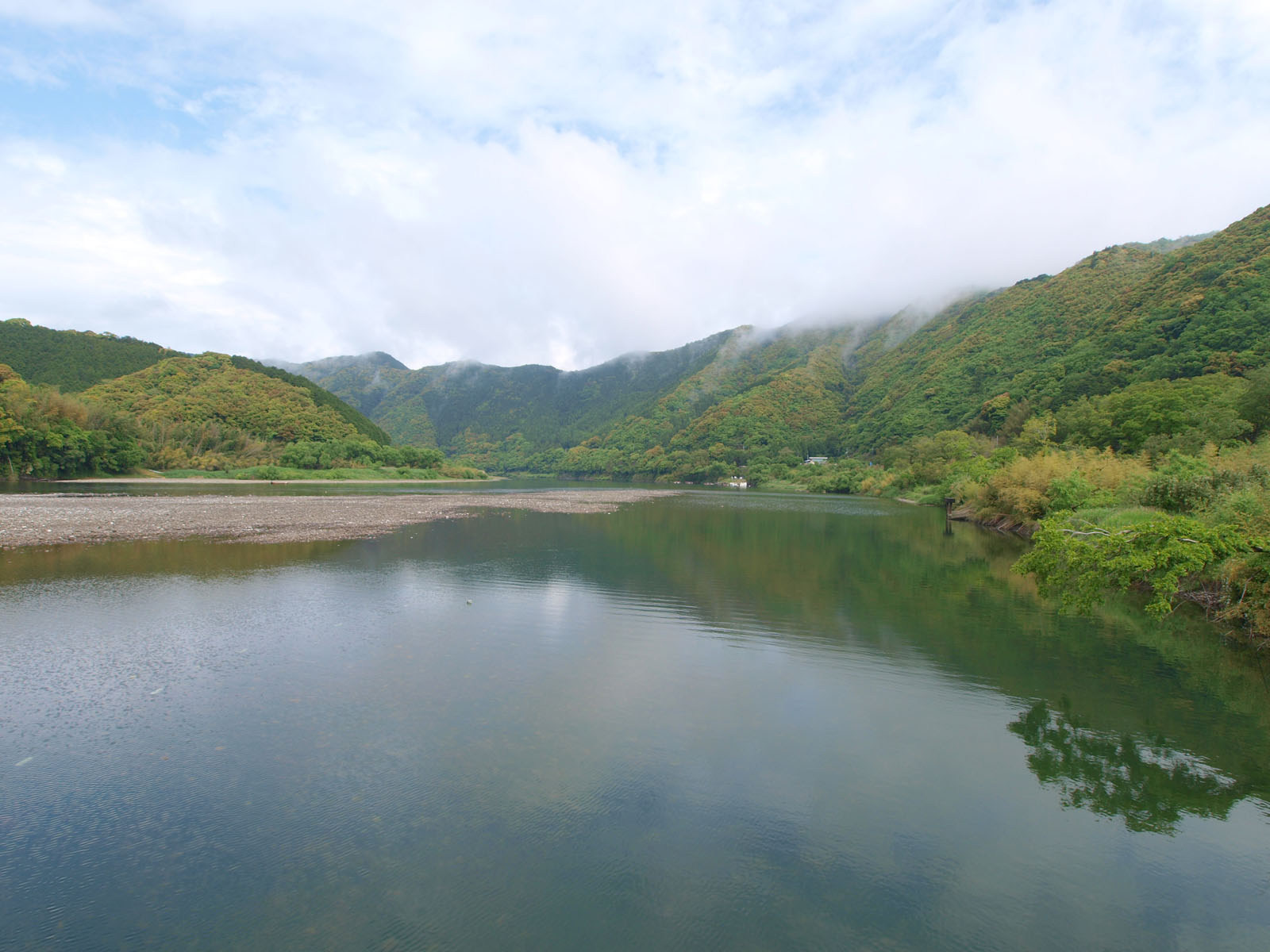
佐田沉下橋附近的四萬十川

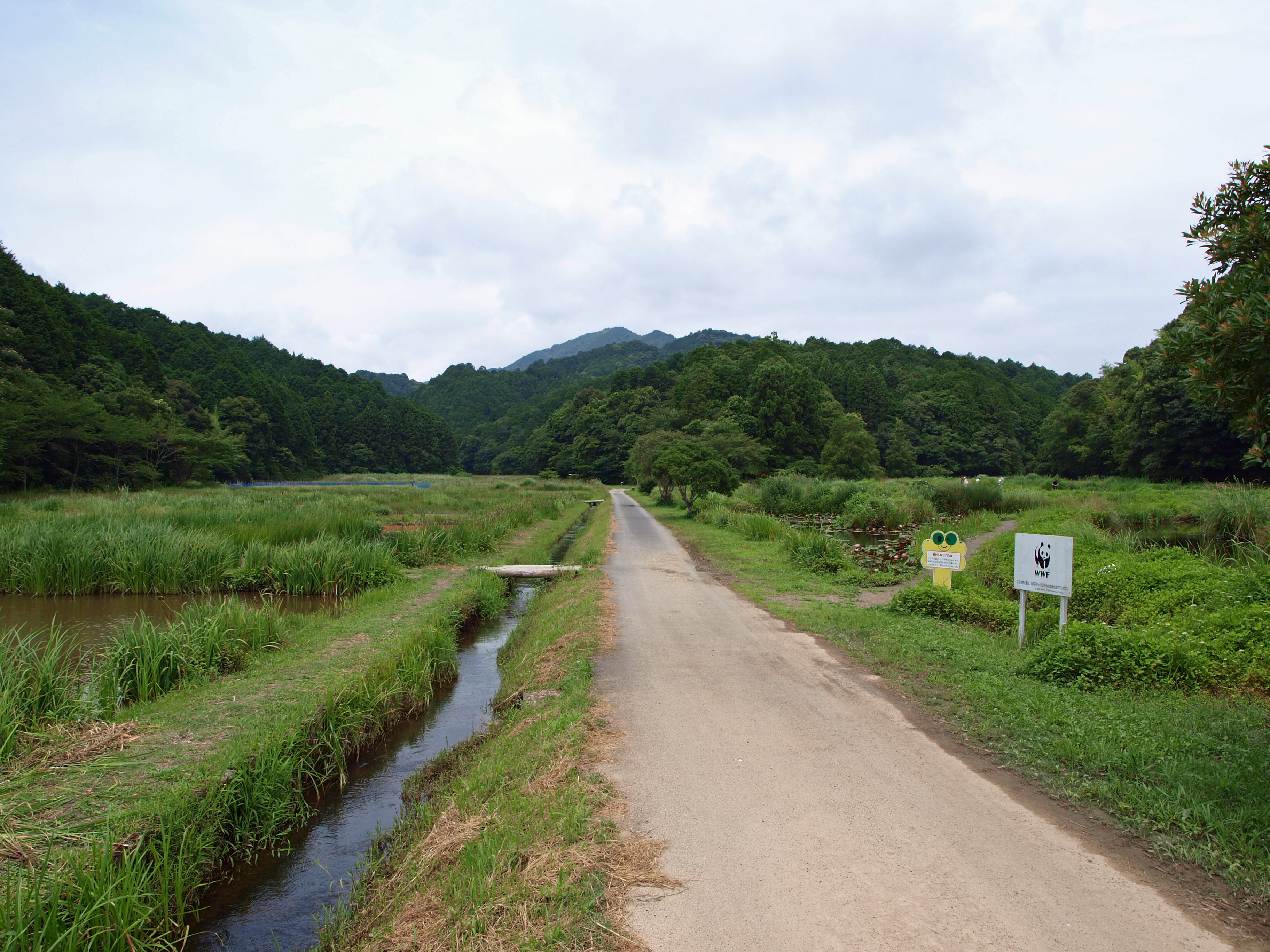
蜻蛉自然公園

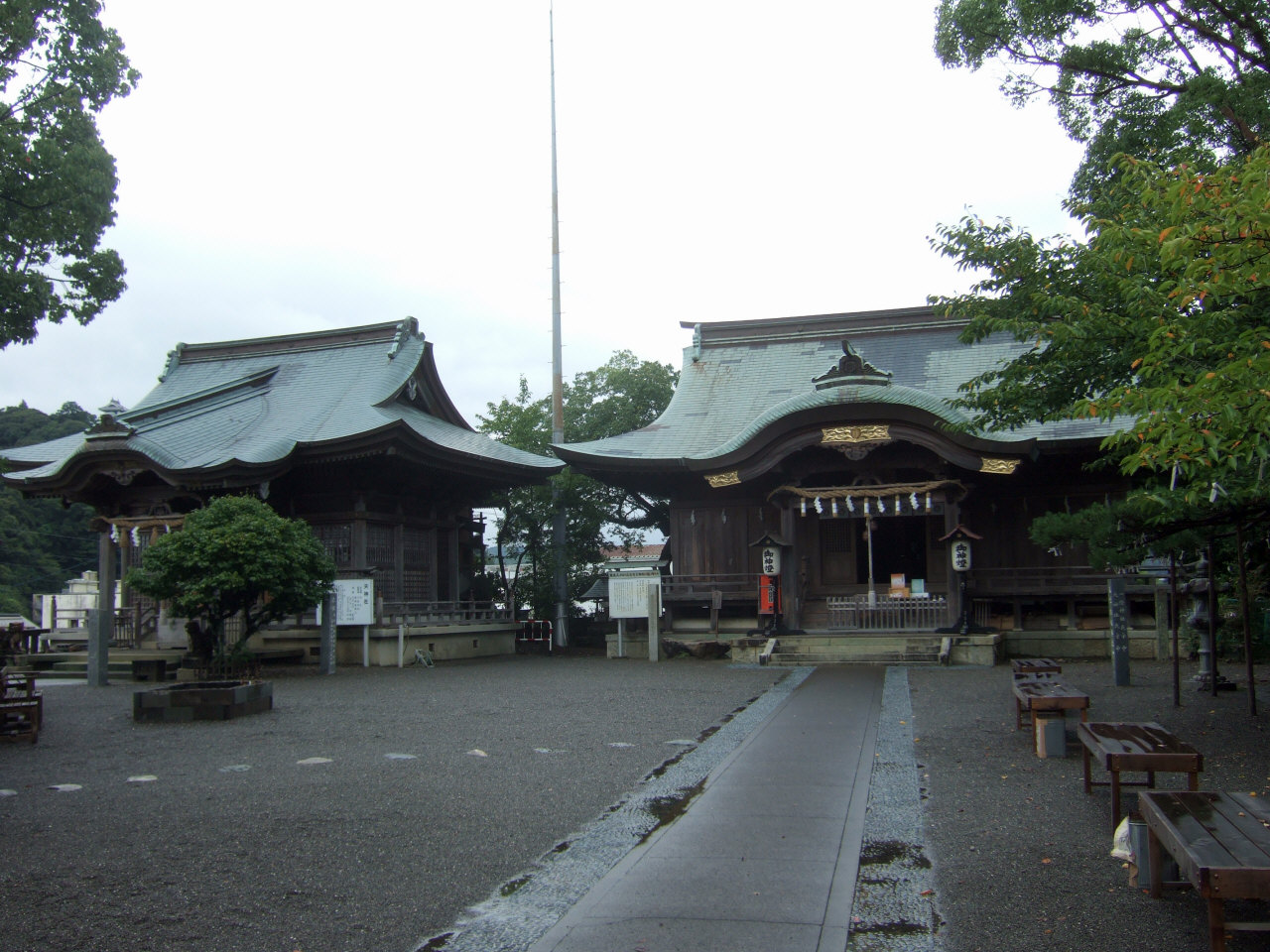
一條神社

- 四萬十川
  - 佐田沉下橋
- 蜻蛉自然公園（日语：トンボ自然公園）
- 幡多鄉土資料
- 一條神社（日语：一條神社）

## 教育
高等學校
- 高知縣立中村中學校及高等學校（日语：高知県立中村中学校・高等学校）
- 高知縣立中村高等學校西土佐分校（日语：高知県立中村高等学校西土佐分校）
- 高知縣立幡多農業高等學校（日语：高知県立幡多農業高等学校）

特殊學校
- 高知縣立中村特別支援學校（日语：高知県立中村特別支援学校）

## 姊妹、友好城市

### 日本
- 枚方市（大阪府）
於1974年締結為友好都市。[9]
- 別海町（北海道野付郡）
- 鹽江町（香川縣香川郡）
已於2005年併入高松市
- 名護市（沖繩縣）

### 海外
- 亳州市（中華人民共和國安徽省）
於1997年5月26日締結為友好都市。

## 本地出身人物
- 幸德秋水：明治時代記者、無政府主義者
- 中島丈博：編劇、作家
- 笹山久三：作家，小説「四萬十川」獲得坪田讓治文學賞
- 橫山充男：兒童文學作家
- 安倍夜郎：漫畫家
- 井上淳哉：遊戲開發者、插畫家、漫畫家
- 森雞二：將棋棋士九段
- 岡本真夜：創作歌手
- 江戶アケミ：音樂人
- 堀內佳：創作歌手
- 本田雅人：薩克斯風演奏家、作曲家
- 杉村一樹：賽馬騎師
- 宮崎一彰：前職業棒球選手
- 宮畑虎彥：游泳選手

## 外部連結
- （日語） 四萬十市觀光協會（页面存档备份，存于）
- （日語） 四萬十旅館公會（页面存档备份，存于）
- （日語） 維客旅行上的四萬十市（页面存档备份，存于）